# Jimmy Coco
Pour les articles homonymes, voir Coco.
Jimmy Coco, né le 28 novembre 1972 aux Abymes, est un athlète français, spécialiste du 400 mètres haies. 
Il remporte trois titres de champion de France du 400 m haies en 1995, 1996 et 1998.
En 1997, il décroche la médaille d'argent du relais 4 × 400 mètres lors des Jeux méditerranéens de Bari, en Italie, en compagnie de Pierre Marie Hilaire, Rodrigue Nordin et Fred Mango.
Son record personnel sur 400 m haies, établi le 4 juin 1998 à Saint-Denis, est de 49 s 29.